# Chandrayaan-3
Chandrayaan-3 (în sanscrită Chandra, care înseamnă „Lună”, în timp ce Yaan înseamnă „vehicul”) este cea de-a treia misiune de explorare lunară a Organizației Indiene de Cercetare Spațială⁠(d) (în engleză Indian Space Research Organisation – ISRO). Aceasta constă dintr-o sondă de aterizare (lander) numită Vikram și un rover numit Pragyan; cel din urmă este similar cu misiunea precedentă Chandrayaan-2, dar nu are un orbitator. Modulul de propulsie funcționează și ca un releu de comunicații. Modulul de propulsie transportă configurația sondei și a rover-ului până când nava spațială se află pe o orbită lunară de 100 km.
După Chandrayaan-2, unde o eroare de ultim moment în software-ul de ghidare a aterizării a dus la prăbușirea modulului de aterizare după intrarea pe orbita lunară, a fost propusă o altă misiune lunară.
Chandrayaan-3 a fost lansată la 14 iulie 2023, iar modulul de aselenizare și roverul au aselenizat în apropierea regiunii polului sudic lunar la 23 august 2023, ceea ce a făcut ca India să fie prima națiune care a reușit să aselenizeze cu succes o navă spațială în apropierea polului sudic lunar și a patra țară care a reușit să aselenizeze cu succes pe Lună.
Misiunea Chandrayaan-3 este o piatră de temelie pentru viitoarele misiuni interplanetare ale ISRO. Ideea-cheie este demonstrarea a capacității tehnologice cruciale de a aseleniza în condiții de siguranță pe suprafața lunară, ceea ce misiunea anterioară nu a putut realiza.

## Obiective
Organizația Indiană de Cercetare Spațială (ISRO) a stabilit trei obiective principale pentru misiunea Chandrayaan-3:
- Aselenizarea unui lander în siguranță și controlat pe suprafața Lunii.
- Desfășurarea unui rover într-un loc prestabilit.
- Observarea la fața locului și efectuarea de experimente asupra materialelor disponibile pe suprafața lunară pentru a înțelege mai bine compoziția Lunii.

## Nava spațială

### Design
Chandrayaan-3 cuprinde trei componente principale: un modul de propulsie, un modul de aterizare (lander) și un rover.

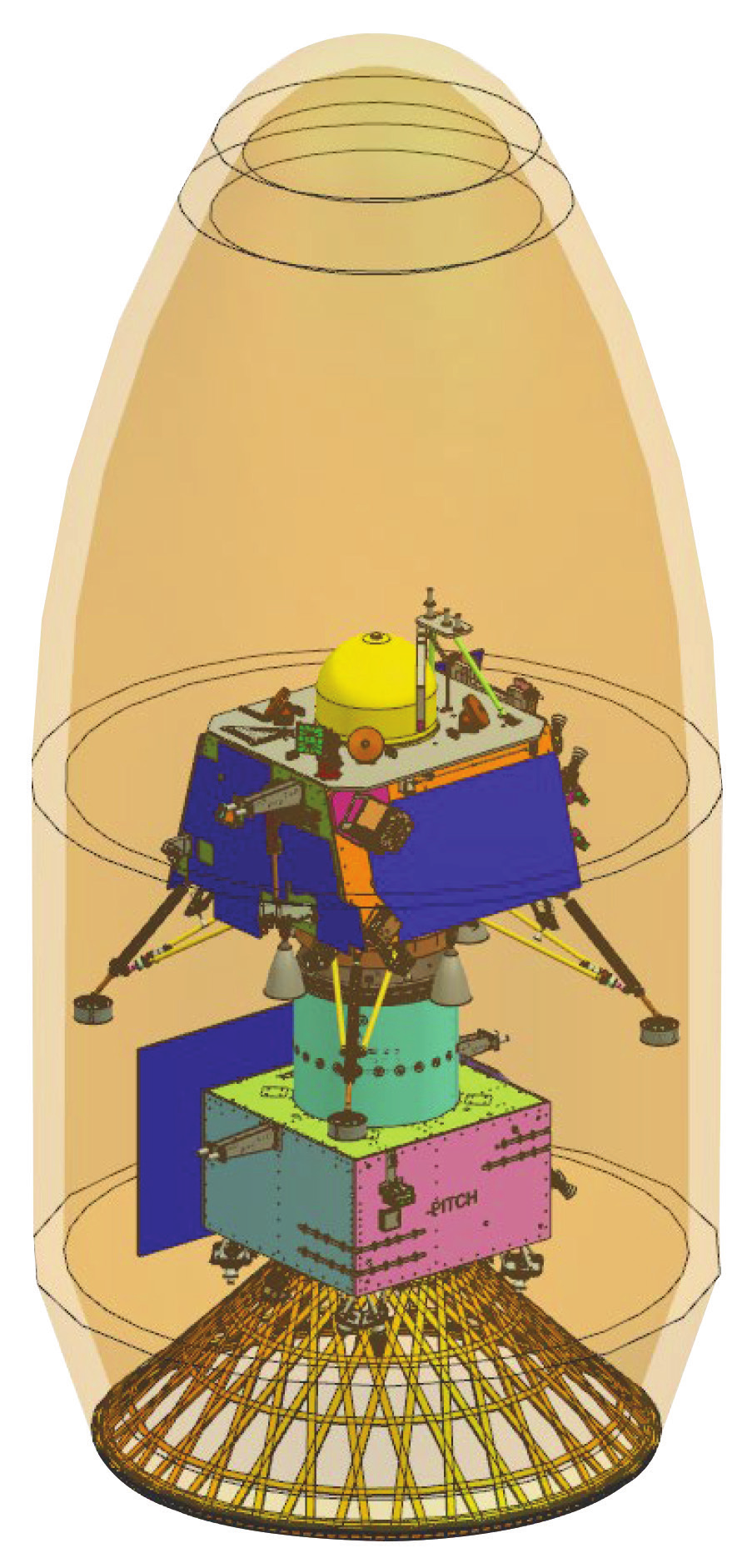
Chandrayaan-3 încapsulat în carlinga încărcăturii utile a LVM3
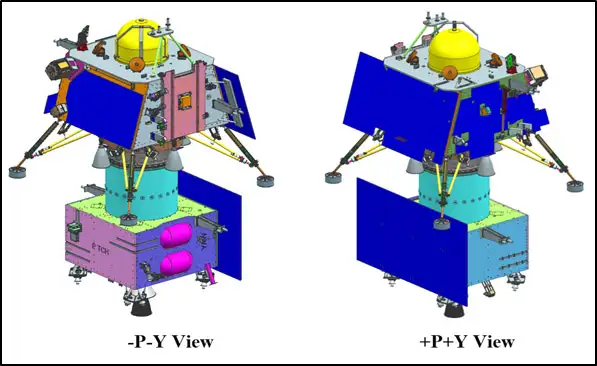
Componentele integrate ale Chandrayaan-3

#### Modulul de propulsie
Modulul de propulsie transportă modulul de aterizare și roverul pe o orbită lunară de 100 de kilometri. Este o structură asemănătoare unei cutii cu un panou solar mare montat pe o parte și o structură cilindrică de montare pentru modul de aterizare în partea superioară.

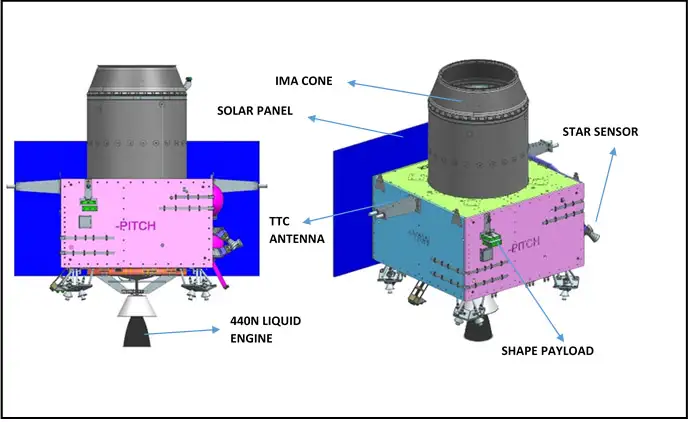
Modulul de propulsie

#### Lander
Modulul de aterizare Vikram este responsabil pentru aterizarea ușoară pe Lună. Acesta are, de asemenea, formă de cutie, cu patru picioare de aterizare și patru propulsoare de aterizare capabile să producă 800 de newtoni de împingere fiecare. Acesta transportă roverul și diverse instrumente științifice pentru a efectua analize la fața locului. Modul de aterizare pentru Chandrayaan-3 are patru motoare cu împingere variabilă, cu posibilități de schimbare a vitezei de rotație, spre deosebire de modul de aterizare al lui Chandrayaan-2, care avea cinci motoare, al cincilea fiind montat central și capabil doar de împingere fixă. Unul dintre principalele motive pentru eșecul aterizării Chandrayaan-2 a fost creșterea atitudinii în timpul fazei de coasting a camerei. Această problemă a fost eliminată permițând landerului să controleze atitudinea și împingerea în timpul tuturor fazelor de coborâre. Rata de corecție a atitudinii este mărită de la 10°/s pentru Chandrayaan-2 la 25°/s cu Chandrayaan-3. În plus, modulul de aterizare Chandrayaan-3 este echipat cu un velocimetru laser Doppler (LDV) pentru a permite măsurarea atitudinii în trei direcții.  Picioarele de impact au fost făcute mai rezistente în comparație cu Chandrayaan-2, iar redundanța instrumentelor a fost îmbunătățită.
Aceasta va viza o regiune de aterizare mai precisă, de 4 km pe 4 km, pe baza imaginilor furnizate anterior de camera de înaltă rezoluție de la bordul orbitatorului Chandrayaan-2. ISRO a îmbunătățit rigiditatea structurală, a crescut gradul de sondare a instrumentelor, a mărit frecvența și transmiterea datelor și a adăugat sisteme suplimentare de urgență multiple pentru a îmbunătăți capacitatea de supraviețuire a landerului în cazul unor defecțiuni în timpul coborârii și aterizării.

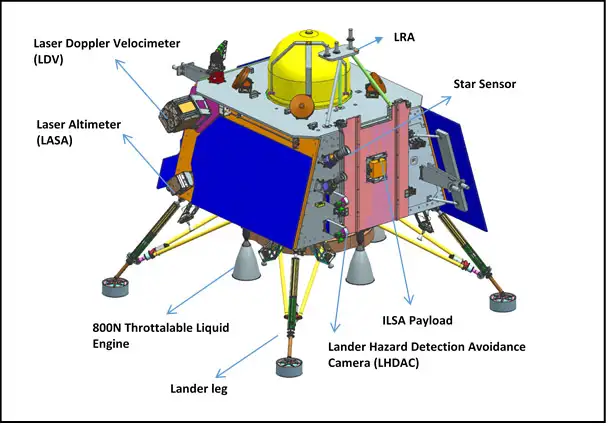
Lander

#### Rover
Roverul Pragyan este un vehicul cu șase roți, cu o masă de 26 de kilograme. Are dimensiunile de 917 milimetri x 750 milimetri x 397 milimetri. Se așteaptă ca roverul să efectueze mai multe măsurători pentru a sprijini cercetările privind compoziția suprafeței lunare, prezența gheții de apă în solul lunar, istoricul impacturilor lunare și evoluția atmosferei lunare.

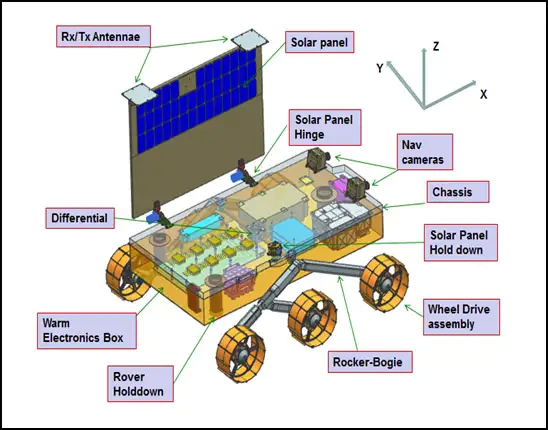
Roverul Pragyan

## Rezultate
De când a ajuns la polul sud al Lunii, Chandrayaan-3 a desfășurat roverul Pragyan pentru a explora suprafața cu cratere, a folosit camere integrate pentru a trimite videoclipuri cu mediul înconjurător și chiar a început să lucreze la obiectivele de cercetare planificate pentru o ședere de două săptămâni pe Lună.
Prima înregistrare video a roverului, postată pe 25 august 2023, îl arată pe acesta părăsind modulul de aterizare Vikram pe o rampă și ajungând pe Lună. ISRO a postat videoclipul într-un fir de discuții pe X, care a inclus, de asemenea, imagini de la modul în care modulul de aterizare se apropie de locul de aterizare și ridică praf în timp ce atinge suprafața. ISRO a scris ulterior că cele două instrumente științifice ale roverului au fost pornite și că acesta s-a deplasat opt metri.

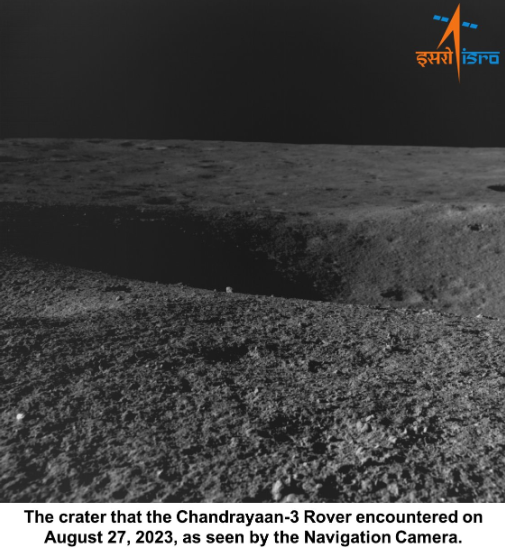
Un crater cu diametrul de 4 metri, așa cum a fost surprins de camera de navigație de la bordul roverului.

La 26 august, ISRO a postat o nouă înregistrare video, filmată de pe modulul de aterizare, în care se vede cum roverul se îndepărtează, ieșind aproape din raza de vedere a modulului de aterizare. La 27 august, a publicat două imagini după ce roverul a întâlnit un crater mare poziționat la 3 metri în fața locației sale. Cu toate acestea, roverul s-a îndreptat ulterior în siguranță pe o nouă traiectorie.

### Variația temperaturii
ISRO a publicat, de asemenea, date în premieră din observațiile făcute de ChaSTE (Chandra's Surface Thermophysical Experiment), unul dintre cele patru instrumente prezente pe modulul de aterizare. ChaSTE a fost menit să studieze conductivitatea termică a suprafeței Lunii și să măsoare diferențele de temperatură în diferite puncte de pe și de sub suprafață, cu obiectivul general de a crea un profil termic al Lunii.

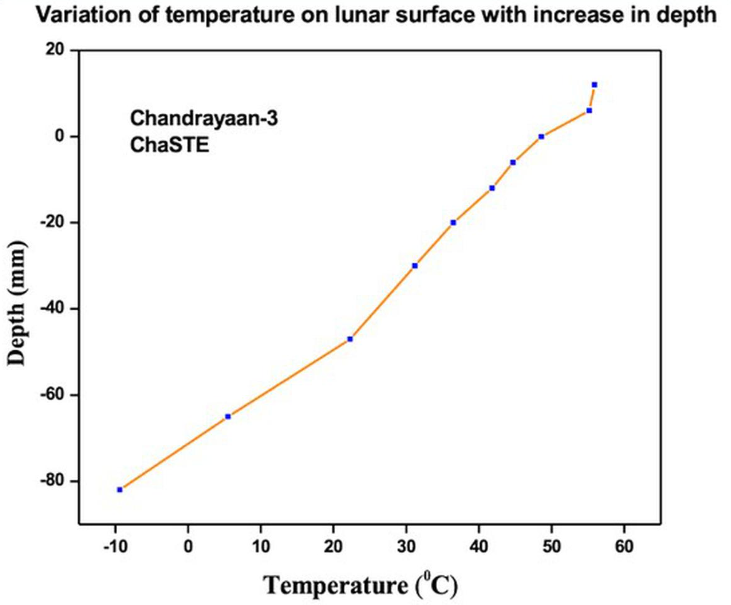
Graficul variației temperaturii pe solul lunar într-un punct din regiunea polară solară, măsurată de instrumentul ChaSTE.

Primul set de date publicat de ISRO a arătat o diferență foarte mare de temperatură la suprafața și sub suprafața Lunii. Un grafic publicat de ISRO a arătat că, în timp ce temperaturile de la suprafață erau de peste 50 °C, acestea au scăzut la aproape -10 °C la doar câțiva milimetri sub suprafață. Măsurătorile au sugerat că stratul superior al solului de pe suprafața lunară nu conducea foarte bine căldura și izola subsolul de căldură.
Aceste măsurători au fost în concordanță cu ceea ce se știe despre profilul termic al Lunii din expedițiile și experimentele anterioare. Dar aceasta a fost prima „măsurare directă” a temperaturilor solului superior și subsolului din apropierea Polului Sud al Lunii.
Omul de știință al ISRO, BH Darukesha, comentând rezultatele, a declarat că intervalul ridicat de temperatură de 70 de grade Celsius în apropierea suprafeței „nu era de așteptat”.

### Detectarea de sulf
La 29 august, ISRO a declarat că instrumentul LIBS (Laser-induced breakdown spectroscope) de la bordul roverului Pragyan a confirmat „fără echivoc” prezența sulfului pe suprafața lunară în apropierea polului sud, prin „primele măsurători in situ”. Prezența sulfului pe Lună a mai fost cunoscută anterior, însă la polul sud a fost detectată pentru prima dată.
Noah Petro, cercetător de proiect la NASA, în timp ce vorbea pentru BBC, a descris descoperirile lui Pragyaan ca fiind o „realizare extraordinară”.
În afară de sulf, roverul a mai detectat și alte elemente, printre care aluminiu (Al), calciu (Ca), fier (Fe), crom (Cr), titan (Ti), mangan (Mn), siliciu (Si) și oxigen (O). În plus, agenția a precizat că este în curs de desfășurare și căutarea hidrogenului (H).

### Măsurarea plasmei
Pe 31 august, ISRO a publicat datele privind densitatea plasmei obținute cu ajutorul instrumentului RAMBHA de la bordul modulului de aterizare Vikram. Evaluările inițiale au raportat densități relativ scăzute ale plasmei deasupra suprafeței lunare, variind între 5 și 30 de milioane de electroni pe m³. Evaluarea se referă la primele etape ale zilei lunare. Sonda își propune să exploreze schimbările din mediul plasmatic din apropierea suprafeței pe toată durata zilei lunare.

### Măsurători seismice
Tot la 31 august, ISRO a publicat date de la încărcătura ILSA de pe modulul de aterizare, care furnizează măsurători ale vibrațiilor mișcării roverului pe 25 august și un presupus eveniment natural pe 26 august. Cauza acestui din urmă eveniment face obiectul unei investigații.

### Apă lunară
John Bridges, profesor de științe planetare la Universitatea din Leicester, Marea Britanie, a declarat pentru New Scientist că, din cauza presiunii scăzute de pe Lună, ar fi „puțin probabil” ca Chandrayaan-3 să găsească apă lichidă în apropierea suprafeței – chiar și în zonele în care temperatura este peste punctul de îngheț, astfel încât apa nu ar fi prinsă în gheață – deoarece aceasta ar fierbe, deși la adâncimi mai mici presiunea ar putea crește suficient pentru a permite existența apei lichide. Cu toate acestea, el a mai adăugat că este „prea devreme” pentru a interpreta datele obținute de Chandrayaan-3.

### Experimentul 'Hop'

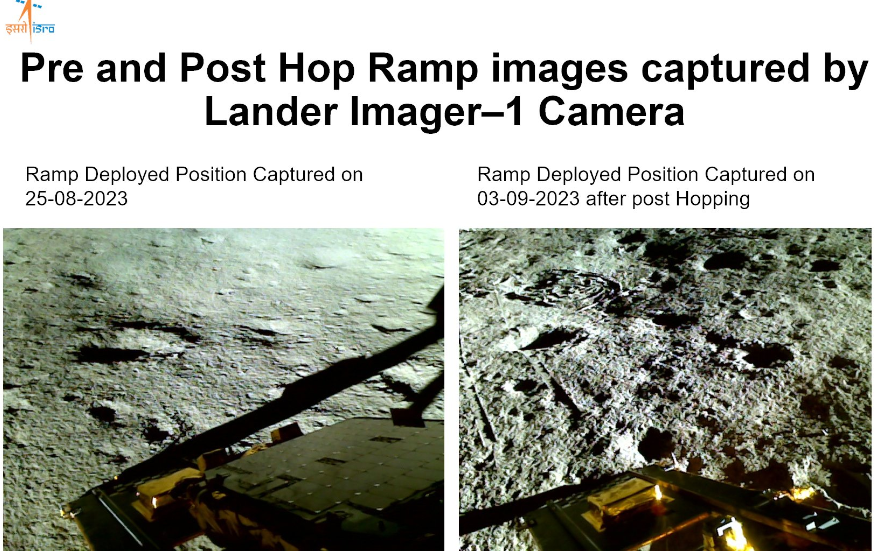
Imagini de dinaintea și de după salt, așa cum au fost captate de camera Lander Imager-1

După ce a pus roverul de pe Chandrayaan-3 în modul hibernare, ISRO a decis să experimenteze cu modulul Vikram un test de "hop" pentru acesta, adică aterizarea din nou pe Lună, test pe care l-a trecut cu succes. La comandă, landerul a pornit motoarele, s-a ridicat cu aproximativ 40 cm deasupra solului lunar și a aseleniat în siguranță la o distanță de 30-40 cm de poziția inițială. S-a considerat că modulul de aterizare Vikram și-a „depășit” obiectivele misiunii, acest 'mic salt' fiind un semn al capacității viitoare de a propulsa reveniri.

Astfel, Vikram a devenit al doilea modul de aterizare care a efectuat un astfel de experiment după Surveyor 6 al NASA în 1967.
Directorul Laboratorului de Cercetare Fizică al ISRO din Ahmedabad, a declarat că există o oportunitate pentru ISRO de a face ceva „în plus”. „Când toate instrumentele științifice de pe lander și rover au funcționat foarte bine, a apărut o oportunitate de a testa din nou motoarele landerului”, a spus el. Girish Linganna, un expert în domeniul spațial și aerospațial, a declarat că experimentul hopului realizat de landerul Vikram nu numai că demonstrează capacitățile tehnice și fiabilitatea navei spațiale, dar oferă, de asemenea, inspirație și entuziasm pentru viitoarele misiuni de explorare lunară. În plus, experimentul ar putea atrage potențial investiții internaționale în țară.